# Eccellenza Lazio 1999-2000
Il campionato italiano di calcio di Eccellenza regionale 1999-2000 è stato il nono organizzato in Italia. Rappresenta il sesto livello del calcio italiano. Il campionato si è concluso con la vittoria del Monterotondo per il girone A e dell'Aprilia per il girone B, entrambi al loro primo titolo.
Tutte le squadre iscritte al campionato di Eccellenza, assieme a quelle del campionato di Promozione, hanno diritto a partecipare alla Coppa Italia Dilettanti Lazio.

## Stagione

### Aggiornamenti
- A completamento di organici vengono ripescate il Villalba e l'ALMAS, retrocesse la stagione precedente[2].
- Il Gaeta viene ripescato dalla Promozione a completamento di organici[2].
- La Setina, appena retrocessa dal Campionato Nazionale Dilettanti, cambia la denominazione in Sezze Setina.

Di seguito la composizione dei gironi fornita dal Comitato Regionale Lazio.

## Girone A

### Squadre partecipanti
| Club                | Città (provincia)         | Stagione precedente                                |
| ------------------- | ------------------------- | -------------------------------------------------- |
| Acilia              | Acilia (RM)               | 4º posto in Eccellenza Lazio, Girone A             |
| ALMAS               | Roma                      | 14º posto in Eccellenza Lazio, Girone B, ripescato |
| Castel Madama       | Castel Madama (RM)        | 11º posto in Eccellenza Lazio, Girone B            |
| Centro Italia '98   | Rieti                     | 1º posto in Promozione Lazio, Girone B, promosso   |
| Civita Castellana   | Civita Castellana (VT)    | 3º posto in Eccellenza Lazio, Girone A             |
| Collatino           | Roma                      | 8º posto in Eccellenza Lazio, Girone A             |
| Fara Sabina         | Fara Sabina (RI)          | 10º posto in Eccellenza Lazio, Girone A            |
| Fiumicino           | Fiumicino (RM)            | 11º posto in Eccellenza Lazio, Girone A            |
| Maremmana           | Montalto di Castro (VT)   | 5º posto in Eccellenza Lazio, Girone A             |
| Monterotondo        | Monterotondo (RM)         | 6º posto in Eccellenza Lazio, Girone A             |
| Pescatori Ostia     | Ostia di Roma             | 1º posto in Promozione Lazio, Girone A, promosso   |
| Ostia Mare          | Ostia di Roma             | 9º posto in Eccellenza Lazio, Girone A             |
| Sabinia             | Poggio Mirteto (RI)       | 12º posto in Eccellenza Lazio, Girone A            |
| Santa Marinella     | Santa Marinella (RM)      | 7º posto in Eccellenza Lazio, Girone A             |
| Sorianese           | Soriano nel Cimino (VT)   | 13º posto in Eccellenza Lazio, Girone A            |
| Villalba Ocres Moca | Villalba di Guidonia (RM) | 14º posto in Eccellenza Lazio, Girone A, ripescato |

### Classifica finale
Fonte:
|  | Pos. | Squadra             | Pt | G  | V  | N  | P  | GF | GS | DR  |
|  | ---- | ------------------- | -- | -- | -- | -- | -- | -- | -- | --- |
|  | 1.   | Monterotondo        | 63 | 30 | 19 | 6  | 5  | 54 | 24 | +30 |
|  | 2.   | Ostia Mare          | 63 | 30 | 20 | 3  | 7  | 47 | 20 | +27 |
|  | 3.   | Civita Castellana   | 60 | 30 | 18 | 6  | 6  | 48 | 26 | +22 |
|  | 4.   | Santa Marinella     | 56 | 30 | 16 | 8  | 6  | 46 | 23 | +23 |
|  | 5.   | Villalba Ocres Moca | 42 | 30 | 11 | 9  | 10 | 36 | 34 | +2  |
|  | 6.   | Maremmana           | 41 | 30 | 12 | 5  | 13 | 34 | 45 | -11 |
|  | 7.   | Castel Madama       | 40 | 30 | 9  | 13 | 8  | 30 | 32 | -2  |
|  | 8.   | Collatino           | 39 | 30 | 8  | 15 | 7  | 31 | 35 | -4  |
|  | 9.   | Sabinia             | 38 | 30 | 9  | 11 | 10 | 32 | 31 | +1  |
|  | 10.  | Sorianese           | 37 | 30 | 8  | 13 | 9  | 27 | 25 | +2  |
|  | 11.  | Acilia              | 36 | 30 | 9  | 9  | 12 | 32 | 35 | -3  |
|  | 12.  | Fiumicino           | 35 | 30 | 6  | 17 | 7  | 30 | 29 | +1  |
|  | 13.  | Fara Sabina         | 34 | 30 | 8  | 10 | 12 | 34 | 38 | -4  |
|  | 14.  | Centro Italia '98   | 26 | 30 | 6  | 8  | 16 | 28 | 45 | -17 |
|  | 15.  | Pescatori Ostia     | 21 | 30 | 5  | 6  | 19 | 23 | 52 | -29 |
|  | 16.  | ALMAS               | 16 | 30 | 3  | 7  | 20 | 18 | 56 | -38 |

Legenda:
      Promossa in Serie D 2000-2001.
      Ammessa ai Play-off nazionali.
      Retrocesse in Promozione Lazio 2000-2001.
Regolamento:
Tre punti a vittoria, uno a pareggio, zero a sconfitta.
Note:
Il Monterotondo e l'Ostia Mare giocarono una partita di spareggio per il primo posto e la promozione in Serie D.
L'Ostia Mare è stato poi ripescato in Serie D 2000-2001.

### Spareggi

#### Spareggio promozione in Serie D
|              | Risultati |            | Luogo e data         |
| ------------ | --------- | ---------- | -------------------- |
| Monterotondo | 1-0       | Ostia Mare | Roma, 20 maggio 2000 |
|              |           |            |                      |

## Girone B

### Squadre partecipanti
| Club            | Città (provincia)   | Stagione precedente                                                 |
| --------------- | ------------------- | ------------------------------------------------------------------- |
| Albalonga       | Albano Laziale (RM) | 8º posto in Eccellnza Lazio, Girone B                               |
| Aprilia         | Aprilia (LT)        | 2º posto in Eccellenza Lazio, Girone B                              |
| Atletico Formia | Formia (LT)         | 6º posto in Eccellnza Lazio, Girone B                               |
| Bassiano        | Bassiano (LT)       | 13º posto in Eccellnza Lazio, Girone B                              |
| A.S. Cassino    | Cassino (FR)        | 4º posto in Eccellnza Lazio, Girone B                               |
| Colleferro      | Colleferro (RM)     | 1º posto in Promozione Lazio, Girone D, promosso                    |
| Ferentino       | Ferentino (FR)      | 3º posto in Eccellenza Lazio, Girone B                              |
| Gaeta           | Gaeta (LT)          | 2º posto in Promozione Lazio, Girone D, ammesso                     |
| Isola Liri      | Isola del Liri (FR) | 15º posto nel Campionato Nazionale Dilettanti, Girone G, retrocesso |
| LVPA Frascati   | Frascati (RM)       | 10º posto in Eccellnza Lazio, Girone B                              |
| Morolo          | Morolo (FR)         | 12º posto in Eccellnza Lazio, Girone B                              |
| Nettuno         | Nettuno (RM)        | 1º posto in Promozione Lazio, Girone C, promosso                    |
| Pomezia         | Pomezia (RM)        | 9º posto in Eccellenza Lazio, Girone B                              |
| Scauri Minturno | Minturno (LT)       | 5º posto in Eccellnza Lazio, Girone B                               |
| Sezze Setina    | Sezze (LT)          | 16º posto nel Campionato Nazionale Dilettanti, Girone G, retrocesso |
| Vis Sezze       | Sezze (LT)          | 7º posto in Eccellnza Lazio, Girone B                               |

### Classifica finale
Fonte:
|  | Pos. | Squadra         | Pt | G  | V  | N  | P  | GF | GS | DR  |
|  | ---- | --------------- | -- | -- | -- | -- | -- | -- | -- | --- |
|  | 1.   | Aprilia         | 63 | 30 | 19 | 6  | 5  | 60 | 21 | +39 |
|  | 2.   | Ferentino       | 60 | 30 | 18 | 6  | 6  | 52 | 18 | +34 |
|  | 3.   | Pomezia         | 57 | 30 | 16 | 9  | 5  | 33 | 16 | +17 |
|  | 4.   | Scauri Minturno | 49 | 30 | 13 | 10 | 7  | 37 | 25 | +12 |
|  | 5.   | Isola Liri (-1) | 47 | 30 | 14 | 6  | 10 | 30 | 26 | +4  |
|  | 6.   | Atletico Formia | 47 | 30 | 13 | 8  | 9  | 43 | 32 | +11 |
|  | 7.   | Colleferro      | 44 | 30 | 11 | 11 | 8  | 36 | 29 | +7  |
|  | 8.   | Vis Sezze       | 42 | 30 | 12 | 6  | 12 | 38 | 32 | +6  |
|  | 9.   | Sezze Setina    | 42 | 30 | 12 | 6  | 12 | 38 | 36 | +2  |
|  | 10.  | Gaeta           | 41 | 30 | 11 | 8  | 11 | 37 | 38 | -1  |
|  | 11.  | LVPA Frascati   | 35 | 30 | 9  | 8  | 13 | 28 | 40 | -12 |
|  | 12.  | Albalonga       | 35 | 30 | 7  | 14 | 9  | 27 | 39 | -12 |
|  | 13.  | Bassiano        | 34 | 30 | 8  | 10 | 12 | 19 | 28 | -9  |
|  | 14.  | Nettuno         | 29 | 30 | 7  | 8  | 15 | 22 | 31 | -9  |
|  | 15.  | Morolo          | 23 | 30 | 4  | 11 | 15 | 22 | 31 | -9  |
|  | 16.  | A.S. Cassino    | 6  | 30 | 1  | 3  | 26 | 16 | 84 | -68 |

Legenda:
      Promossa in Serie D 2000-2001.
      Ammessa ai Play-off nazionali.
      Retrocesse in Promozione Lazio 2000-2001.
Regolamento:
Tre punti a vittoria, uno a pareggio, zero a sconfitta.
Note:
l'Isola Liri ha scontato 1 punto di penalizzazione.
Il Bassiano è stato poi ripescato in Eccellenza Lazio 2000-2001.